# Гасанов, Рафиз Аллахверди оглы
Рафиз Гасанов (азерб. Rafiz Həsənov) — азербайджанский каратист, бронзовый призёр чемпионата Европы. Обладатель первого дана. Член сборной Азербайджана по каратэ. Участвовал на чемпионате мира 2012 года в Париже, где дошёл до четвертьфинала. 